# Carabodes coronatus
Carabodes coronatus är en kvalsterart som beskrevs av Sandór Mahunka 1986. Carabodes coronatus ingår i släktet Carabodes och familjen Carabodidae. Inga underarter finns listade.